# Giovanni Cesare Pagazzi

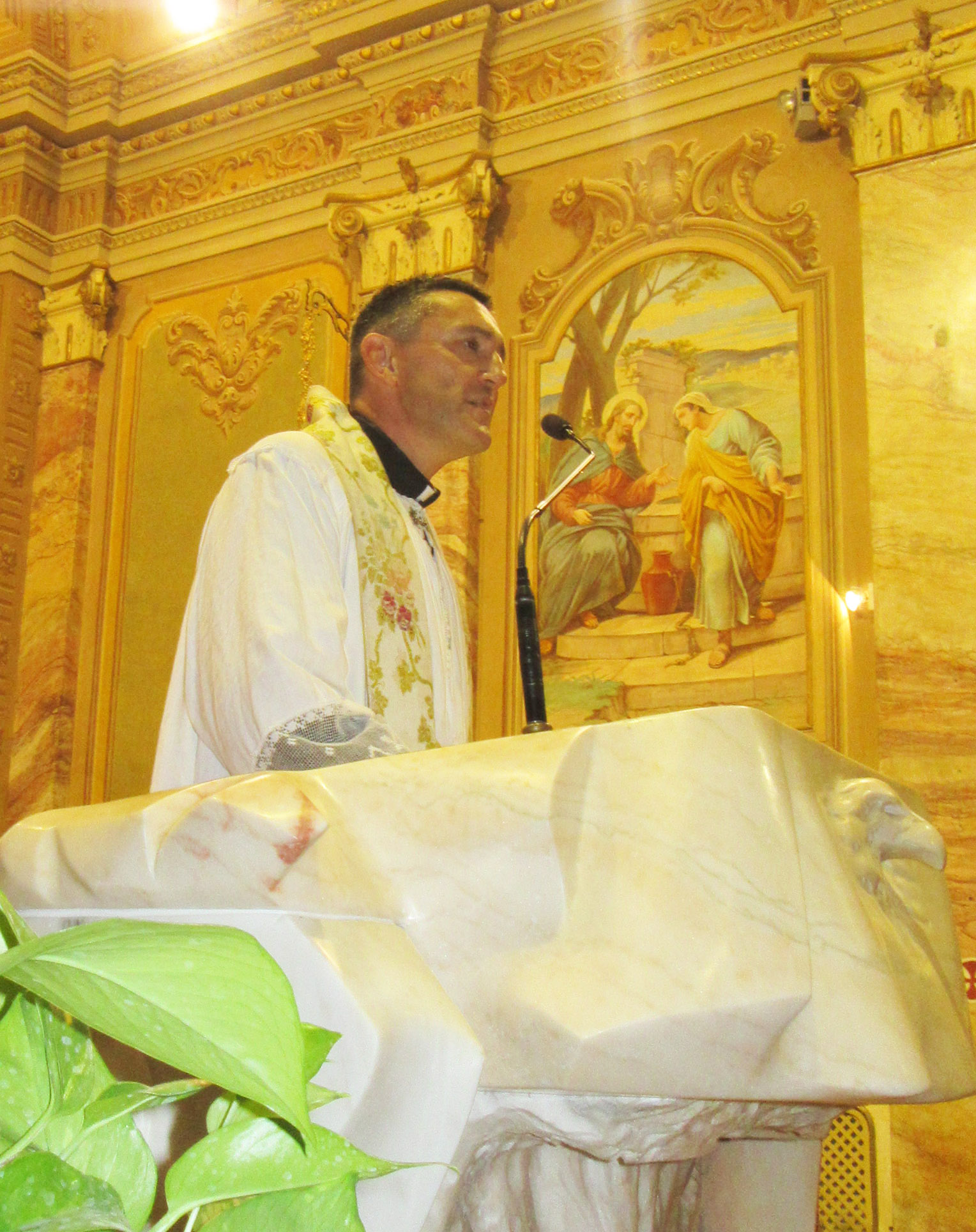
El pare Cesare, durant una meditació, a l'església de Caselle Landi

Giovanni Cesare Pagazzi (Crema, 8 de juny de 1965) és un religiós i arquebisbe italià. Va estudiar filosofia i teologia catòlica des de 1983 als seminaris de Crema i Lodi i va ser ordenat sacerdot el 23 de juny de 1990. El 1994 va obtenir la seva llicència i el 1996 el seu doctorat en teologia a la Pontifícia Universitat Gregoriana amb una tesi titulada "La unicitat de Jesús com a criteri d'unitat i diferència a l'Església" sota la direcció del jesuïta Ángel Antón. Del 2013 al 2014 va ser professor convidat a la Pontifícia Universitat Gregoriana.
L'octubre de 2019, va esdevenir professor de teologia al Pontifici Institut Teològic de Ciències del Matrimoni i la Família Joan Pau II. El 26 de setembre 2022 fou nomenat secretari de la secció d'educació del Dicasteri de cultura i educació. El 30 de novembre de 2023, el papa Francesc l'anomenà Arquebisbe titular de Belcastro, succeint José Rodríguez Carballo.
Els seus escrits teològics inclouen també obres d'una línia popular. A In pace e mi corico: il sonno e la fede (En pau i en el meu llit: son i fe), considera com l'Escriptura considera "el son, l'insomni, la somnolència i la mandra, a la nit, als somnis", i considera la fe que permet de dormir reparador.
Fou consagrat bisbe pel cardenal José Tolentino de Mendonça l'10 de febrer 2024 a la catedral de Lodi.
El 28 de març de 2025, el papa Francesc el va nomenar arxiver i bibliotecari del Vaticà de la Santa Església Romana. El 9 de maig de 2025 el papa Lleó XIV el va confirmar en aquest càrrec.

## Publicacions
Les seves obres publicades inclouen:
- Giovanni Cesare Pagazzi, La singolarità di Gesù come criterio di unità e differenza nella Chiesa, Milano, Glossa, 1997, pp. x, 222, ISBN 978-8871050652.
- Giovanni Cesare Pagazzi, Il polso della verità. Memoria e dimenticanza per dire Gesù, Assisi, Cittadella, 2006, pp. 136, ISBN 978-8830808386.
- Giovanni Cesare Pagazzi, Il prete oggi. Tracce di spiritualità, Bologna, EDB, 2010, pp. 88, ISBN 978-8810512036.
- Giovanni Cesare Pagazzi, Sentirsi a casa. Abitare il mondo da figli, Bologna, EDB, 2010, pp. 128, ISBN 978-8810405963.
- Giovanni Cesare Pagazzi, C'è posto per tutti. Legami fraterni, paura, fede, Milano, Vita e Pensiero, 2013, pp. 136, ISBN 978-8834325162.
- Giovanni Cesare Pagazzi, Fatte a mano. L'affetto di Cristo per le cose, Bologna, EDB, 2013, pp. 128, ISBN 978-8810408377.
- Giovanni Cesare Pagazzi, La cucina del Risorto. Gesù «cuoco» per l'umanità affamata, Bologna, EMI, 2014, pp. 64, ISBN 978-8830722149.
- Giovanni Cesare Pagazzi, In principio era il legame. Sensi e bisogni per dire Gesù, Assisi, Cittadella, 2015, pp. 168, ISBN 978-8830807785.
- Giovanni Cesare Pagazzi, Questo è il mio corpo. La grazia del Signore Gesù, Bologna, EDB, 2016, pp. 136, ISBN 978-8810412190.
- Giovanni Cesare Pagazzi, Gesù mio perdona le nostre colpe..., Milano, Glossa, 2016, pp. 48, ISBN 978-8871053677.
- Giovanni Cesare Pagazzi, Matteo Crimella, Stefano Romanello, Extra ironiam nulla salus. Studi in onore di Roberto Vignolo in occasione del suo LXX compleanno, Milano, Glossa, 2016, pp. 690, ISBN 978-8871053769.
- Giovanni Cesare Pagazzi, Il garbo del vincitore, Milano, Paoline Editoriale Libri, 2018, pp. 80, ISBN 978-8831549592.
- Giovanni Cesare Pagazzi, La carne, Cinisello Balsamo, San Paolo Edizioni, 2018, pp. 96, ISBN 978-8892213999.
- Giovanni Cesare Pagazzi, Tua è la potenza. Fidarsi della forza di Cristo, Cinisello Balsamo, San Paolo Edizioni, 2019, pp. 160, ISBN 978-8892220478.
- Giovanni Cesare Pagazzi, Carla Canullo, Madri, Bologna, EDB, 2020, pp. 88, ISBN 978-8810572023.
- Giovanni Cesare Pagazzi, In pace mi corico. Il sonno e la fede, Cinisello Balsamo, San Paolo Edizioni, 2021, pp. 176, ISBN 978-8892226562.
- Giovanni Cesare Pagazzi, Franco Manzi, Il pastore dell'essere. Fenomenologia dello sguardo del Figlio, Assisi, Cittadella, 2021, pp. 168, ISBN 978-8830807297.